# پایگاه هوایی الیسک
پایگاه هوایی الیسک (به انگلیسی: Aleysk (air base)) یک فرودگاه نظامی است که یک باند فرود بتن دارد و طول باند آن ۲۰۰۰ متر است. این فرودگاه در شهر آلیسک کشور روسیه قرار دارد و در ارتفاع ۲۰۶ متری از سطح دریا واقع شده‌است.